# Peseta ecuatoguineana

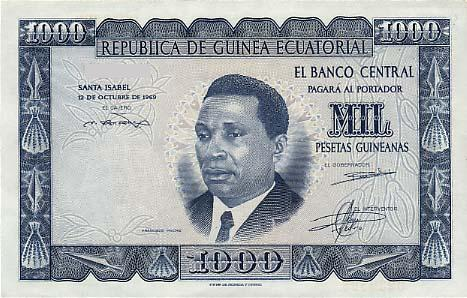
Pesetas ecuatoguineanas (1969)

La peseta guineana fue la moneda de curso legal en la Guinea Ecuatorial desde 1969 hasta 1975. Sustituyó a la peseta española a la par tras la independencia en 1968, y posteriormente fue reemplazada por el ekwele.

## Monedas
En 1969 se acuñaron monedas de 1, 5, 25 y 50 pesetas, todas con el mismo tamaño, forma y peso que la peseta española. Sus características se detallan a continuación:
| Denominación | Emisión | Metal | Diámetro (mm) | Peso (g) | Anverso                                                                 | Reverso                      | Imagen |
| ------------ | ------- | ----- | ------------- | -------- | ----------------------------------------------------------------------- | ---------------------------- | ------ |
| 1 peseta     | 1969    | Cu+Al | 21,00         | 3,50     | Colmillos de elefante REPÚBLICA DE GUINEA ECUATORIAL año de acuñación   | Valor facial Escudo de armas |        |
| 5 pesetas    | 1969    | Cu+Ni | 23,00         | 5,75     | Colmillos de elefante REPÚBLICA DE GUINEA ECUATORIAL año de acuñación   | Valor facial Escudo de armas |        |
| 25 pesetas   | 1969    | Cu+Ni | 26,50         | 8,50     | Colmillos de elefante REPÚBLICA DE GUINEA ECUATORIAL año de acuñación   | Valor facial Escudo de armas |        |
| 50 pesetas   | 1969    | Cu+Ni | 30,30         | 12,50    | Francisco Macías Nguema REPÚBLICA DE GUINEA ECUATORIAL año de acuñación | Valor facial Escudo de armas |        |

## Billetes
En 1969 se emitieron billetes de 100, 500 y 1000 pesetas. Sus características se detallan a continuación:
| Denominación | Efigie                  | Color predominante | Imagen del anverso | Imagen del reverso |
| ------------ | ----------------------- | ------------------ | ------------------ | ------------------ |
| 100 pesetas  |                         | Marrón             |                    |                    |
| 500 pesetas  |                         | Verde              |                    |                    |
| 1000 pesetas | Francisco Macías Nguema | Azul               |                    |                    |